# ناحیه پنج‌گور
ناحیه پنج‌گور (به انگلیسی: Panjgur District) یکی از ناحیه‌های پاکستان در پاکستان است که در ایالت بلوچستان واقع شده‌است. ناحیه پنج‌گور ۱۶٬۸۹۱ کیلومتر مربع مساحت و ۳۱۶٬۳۸۵ نفر جمعیت دارد.